# Linares (kommun i Chile)
Linares är en kommun i Chile.   Den ligger i provinsen Provincia de Linares och regionen Región del Maule, i den södra delen av landet, 280 km söder om huvudstaden Santiago de Chile.
I omgivningarna runt Linares växer i huvudsak städsegrön lövskog. Runt Linares är det ganska tätbefolkat, med 75 invånare per kvadratkilometer.